# Почесні доктори та професори Чернівецького національного університету імені Юрія Федьковича

Меморіальна дошка письменника і громадського діяча Юрія Федьковича, ім'я якого носить Чернівецький університет, встановлена при вході до центральних корпусів університету. Скульптор Микола Лисаківський

Почесні доктори та професори Чернівецького національного університету імені Юрія Федьковича — перелік українських та зарубіжних вчених, яким Вчена рада університету присвоїла почесні вчені звання
| №  | Фото | Ім'я                            | Заняття, посада | Почесне звання        | Обґрунтування | Протокол Вченої ради           | Примітка                    |
| 1  |      | Рамон Джон Гнатишин             | Генерал-губернатор Канади | Почесний доктор       | за активну громадсько-політичну діяльність на благо миру та налагодження співробітництва між Канадою та Україною | № 6 від 28 вересня 1992 року   |                             |
| 2  |      | Суховерський Микола (Целестин)  | Юрист, випускник Чернівецького університету 1937 року, громадянин Канади. Член уряду (з 1989) Української Народної Республіки в екзилі | Почесний доктор       | за подвижницьку працю на благо рідного українського народу і активну боротьбу за незалежність та соборність України | № 6 від 4 червня 1993 року     |                             |
| 3  |      | Джордж Айвені                   | Президент Саскачеванського університету | Почесний доктор       | за активну участь у реалізації угоди про співробітництво між Чернівецьким та Саскачеванським університетами | № 6 від 2 жовтня 1995 року     |                             |
| 4  |      | Йосиф Антохій                   | Професор Боннського університету | Почесний професор     | за надання гуманітарної допомоги та активну участь у забезпеченні навчально-виховного процесу педагогічного факультету університету | № 6 від 2 жовтня 1995 року     |                             |
| 5  |      | Едгар Бусек                     | Екс-віце-канцлер Австрії | Почесний доктор       | за заснування в Чернівецькому державному університеті австрійської бібліотеки, сприяння у стажуванні викладачів та студентів у австрійських вузах | № 6 від 2 жовтня 1995 року     |                             |
| 6  |      | Владлен Гончаренко              | Декан юридичного факультету Київського національного університету імені Тараса Шевченка | Почесний професор     | за активну допомогу у відродженні юридичного факультету Чернівецького державного університету, особисту участь у забезпеченні навчально-виховного процесу | № 6 від 2 жовтня 1995 року     |                             |
| 7  |      | Лопушанська Олександра Іванівна | Завідувач кафедри фізичної хімії з 1970 по 1987 рік | Почесний професор     | за вагомий внесок у розвиток фізичної хімії та підготовку науково-педагогічних кадрів для Чернівецького державного університету | № 6 від 2 жовтня 1995 року     |                             |
| 8  |      | Рой Романів                     | Прем'єр-міністр провінції Саскачеван, Канада | Почесний доктор       | за вагомий внесок у розвиток партнерських стосунків між провінцією Саскачеван та Буковиною, Чернівецьким та Саскачеванським університетами | № 6 від 2 жовтня 1995 року     |                             |
| 9  |      | Віктор Скопенко                 | Ректор Київського національного університету імені Тараса Шевченка | Почесний доктор       | за активну допомогу Чернівецькому державному університету у підготовці науково-педагогічних кадрів | № 6 від 2 жовтня 1995 року     |                             |
| 10 |      | Гайнц Фішер                     | Голова Національної Ради Австрії | Почесний доктор       | за активну громадсько-політичну діяльність у розвитку європейського партнерства та підтримку України на міжнародній арені | № 6 від 2 жовтня 1995 року     |                             |
| 11 |      | Костянтин Червінський           | Ректор Чернівецького державного університету з 1968 по 1987 рік | Почесний професор     | за багаторічну плідну працю на посаді ректора університету, вагомий внесок у його становлення та розвиток | № 6 від 2 жовтня 1995 року     |                             |
| 12 |      | Микола Гавалешко                | Завідувач кафедри фізичної електроніки з 1981 по 1996 рік | Почесний професор     | за вагомий внесок у розвиток наукових досліджень у галузі фізики напівпровідникових матеріалів | № 7 від 12 вересня 1996 року   |                             |
| 13 |      | Микола Васильович Ляхович       | Проректор Чернівецького державного університету з 1967 по 1992 рік | Почесний професор     | за багаторічну плідну працю на посаді проректора з навчально-виховної роботи Чернівецького державного університету | № 7 від 12 вересня 1996        |                             |
| 14 |      | Аркадій Жуковський              | Історик, громадсько-політичний діяч, український патріот, громадянин Франції | Почесний доктор       | за вагомий внесок у розвиток української історичної науки, дослідження історії Буковини та у зв'язку із 75-річчям від дня народження | № 1 від 16 січня 1997 року     |                             |
| 15 |      | Рудольф Вагнер                  | Історик та громадсько-політичний діяч | Почесний доктор       | за фундаментальний внесок у вивчення історії Буковини та Чернівецького університету, гуманістичну громадсько-політичну діяльність під час другої світової війни | № 6 від 3 липня 1997 року      |                             |
| 16 |      | Леонід Каденюк                  | Космонавт України, буковинець | Почесний доктор       | за проявлену мужність та вагомий внесок у розвиток космічної науки | № 6 від 3 липня 1997 року      |                             |
| 17 |      | Олег Панчук                     | Завідувач кафедри неорганічної та аналітичної хімії з 1988 року по час присвоєння почесного звання | Почесний професор     | за активну громадсько-політичну діяльність та багаторічну науково-педагогічну роботу на хімічному факультеті Чернівецького державного університету | № 6 від 3 липня 1997 року      |                             |
| 18 |      | Карл Андервальд                 | Заступник губернатора землі Каринтія (Австрія) | Почесний доктор       | за вагомий внесок у співробітництво між Каринтією та Чернівецькою областю, сприяння розвитку українсько-австрійських відносин у галузі політики, економіки і культури | № 5 від 28 вересня 2000 року   |                             |
| 19 |      | Емануел Діаконеску              | Професор, ректор університету «Штефан Чел Маре», м. Сучава (Румунія) | Почесний доктор       | за досягнення у науковій діяльності та сприяння у співробітництві між Чернівецьким національним університетом імені Юрія Федьковича та Сучавським університетом імені Стефана Великого                                                                                                 | № 5 від 28 вересня 2000 року   |                             |
| 20 |      | Ярослав Жупанський              | Завідувач кафедри картографії та географії України, доктор географічних наук | Почесний професор     | за вагомий внесок у розбудову географічного факультету Чернівецького національного університету імені Юрія Федьковича та плідну науково-педагогічну діяльність | № 5 від 28 вересня 2000 року   |                             |
| 21 |      | Георг Зімнахер                  | Голова ради депутатів землі Швабія (Німеччина) | Почесний доктор       | присвоєно за активну громадсько-політичну діяльність на підтримку економічного та культурного співробітництва країн Європи, розвиток ділових стосунків між округом Швабія Німеччини та Чернівецькою областю України                                                                    | № 5 від 28 вересня 2000 року   |                             |
| 22 |      | Юрій Макар                      | Декан історичного факультету, дійсний член Міжнародної слов'янської академії наук, академік Академії історичних наук України | Почесний професор     | за вагомий внесок у розбудову історичного факультету Чернівецького національного університету імені Юрія Федьковича та активну громадську і наукову діяльність | № 5 від 28 вересня 2000 року   |                             |
| 23 |      | Костянтин Попович               | Доктор філологічних наук, професор, дійсний член Академії наук Молдови, академік Академії наук вищої школи України, член Спілки письменників України, член Спілки письменників Молдови | Почесний доктор       | за вагомий внесок у дослідження українсько-молдавських літературних і мистецьких взаємин, у наукове осмислення історичного минулого і сьогодення Бессарабії та Буковини | № 5 від 28 вересня 2000 року   |                             |
| 24 |      | Микола Раранський               | Декан фізичного факультету, доктор фізико-математичних наук, Заслужений діяч науки і техніки України | Почесний професор     | за багаторічне керівництво фізичним факультетом Чернівецького національного університету імені Юрія Федьковича та плідну науково-педагогічну діяльність | № 5 від 28 вересня 2000 року   |                             |
| 25 |      | Іон Ребушапка                   | Завідувач відділення української філології на кафедрі слов'янської філології факультету іноземних мов і літератури Бухарестського університету (Румунія), Голова україністів Румунії, член спілки славістів Румунії, член Міжнародної асоціації україністів, член Товариства імені Тараса Шевченка в Парижі | Почесний доктор       | за вагомий внесок у розвиток україністики в Румунії та пропагування української мови й культури за кордоном | № 5 від 28 вересня 2000 року   |                             |
| 26 |      | Леонід Кучма                    | Президент України | Почесний доктор права | за вагомий внесок у розбудову Української держави | № 6 від 27 вересня 2001року    |                             |
| 27 |      | Степан Костишин                 | Ректор Чернівецького національного університету імені Юрія Федьковича з 1987 року | Почесний професор     | за багаторічну плідну науково-педагогічну, адміністративну і громадську роботу, вагомий особистий внесок у розвиток Чернівецького національного університету | № 10 від 27 грудня 2001 року   |                             |
| 28 |      | Корнелій Товстюк                | Член-кореспондент Національної академії наук України, доктор фізико-математичних наук, професор університету «Львівська політехніка» | Почесний доктор       | за багатолітню працю в Чернівецькому університеті, підготовку наукових кадрів, видатні наукові досягнення | № 3 від 28 березня 2002 року   |                             |
| 29 |      | Любомир Винар                   | Професор Вільного українського університету у Мюнхені | Почесний доктор       | за наукову і організаторську діяльність, спрямовану на координацію наукових досліджень вчених-істориків, збереження і захист кращих традицій історичної науки в Україні та за кордоном                                                                                                 | № 6 від 4 липня 2002 року      |                             |
| 30 |      | Ліна Костенко                   | Видатна українська поетеса | Почесний доктор       | за видатний внесок у розвиток української літератури, велику громадсько-просвітницьку і наукову роботу, зміцнення міжнаціональних культурних контактів | № 6 від 4 липня 2002 року      |                             |
| 31 |      | Асіт Саркар                     | Професор, радник президента Саскачеванського університету (Канада) | Почесний доктор       | за значні досягнення в галузі економічних наук та вагомий внесок у розвиток співробітництва між Чернівецьким та Саскачеванським університетами | № 6 від 4 липня 2002 року      |                             |
| 32 |      | Павло Михайлина                 | Доктор історичних наук, професор | Почесний доктор       | за вагомий внесок у розвиток вітчизняної історичної науки, підготовку наукових кадрів і молодих спеціалістів | № 10 від 12 грудня 2002 року   |                             |
| 33 |      | Анатолій Самойленко             | Доктор фізико-математичних наук, професор, дійсний член НАН України, директор інституту математики НАН України | Почесний доктор       | за досягнення у науковій діяльності, сприяння у співробітництві між Чернівецьким університетом та Інститутом математики НАН України і дієву допомогу Чернівецькому університету в підготовці науково-педагогічних кадрів у галузі математики                                           | № 3 від 17 квітня 2003 року    |                             |
| 34 |      | Бернгард фон Штільфрід          | Керівник Австрійської Кооперації та Президент Австрійського Культурного Союзу | Почесний доктор       | за значний вклад у розвиток австрійсько-українських культурних відносин | № 2 від 1 квітня 2004 року     |                             |
| 35 |      | Лук'ян Анатичук                 | Доктор фізико-математичних наук, професор, академік Національної академії наук України, Президент Міжнародної термоелектричної академії, член Міжнародного товариства термоелектриків та японського товариства з функціонально-градієнтних матеріалів                                                       | Почесний професор     | за створення основ узагальненої теорії термоелектричного перетворення енергії; розроблення теоретичних підходів створення ефективних функціонально-градієнтних термоелектричних матеріалів, успіхи у справі підготовки висококваліфікованих фахівців та плідну суспільно-корисну працю | № 3 від 26 травня 2005 року    |                             |
| 36 |      | Микола Ткач                     | Доктор фізико-математичних наук, професор, академік Академії наук вищої школи України, заслужений діяч науки і техніки України, ректор Чернівецького національного університету 2001–2005 рр. | Почесний професор     | за фундаментальні дослідження у галузі теорії фізики твердого тіла та напівпровідникових наногетеросистем, успіхи у справі підготовки висококваліфікованих фахівців, розширення міжнародних зв'язків університету та плідну суспільно-корисну працю                                    | № 3 від 26 травня 2005 року    |                             |
| 37 |      | Євген Царьков                   | Професор, доктор математичних наук, член міжнародного статистичного інституту | Почесний доктор       | за плідну наукову діяльність, за активне сприяння у відкритті спеціальності «Статистика» та кафедри математичної і прикладної статистики у Чернівецькому національному університеті імені Юрія Федьковича                                                                              | № 3 від 26 травня 2005 року    |                             |
| 38 |      | Санда-Марія Арделяну            | Професор, проректор з питань міжнародних зв'язків та європейської інтеграції Сучавського університету «Штефан чел Маре» (Румунія) | Почесний доктор       | за плідну наукову діяльність, значний внесок у розвиток зв'язків між Сучавським та Чернівецьким університетами, та за сприяння відкриттю відділення української мови та літератури в Сучавському університеті                                                                          | № 4 від 29 червня 2005 року    |                             |
| 39 |      | Влодзімеж Бонусяк               | Професор, ректор Жешувського університету (Польща) | Почесний доктор       | за особистий вагомий внесок у розвиток плідної співпраці в галузі вдосконалення навчального процесу та розвитку наукових досліджень в Чернівецькому національному університеті імені Юрія Федьковича                                                                                   | № 4 від 29 червня 2005 року    |                             |
| 40 |      | Степан Козак                    | Професор, завідувач кафедри української філології Варшавського університету (Польща) | Почесний доктор       | за багаторічну працю в галузі українознавства, підтриманні на високому рівні плідних наукових зв'язків між Чернівецьким та Варшавським університетами | № 4 від 29 червня 2005 року    |                             |
| 41 |      | Ерцгерцог Отто фон Габсбург     | Доктор політичних та соціальних наук | Почесний доктор       | за значні досягнення у розбудові Європарламенту і Союзу пан-Європа та вагомий внесок Отто фон Габсбурга і його родини у становлення Чернівецького університету | № 4 від 31 травня 2007 року    |                             |
| 42 |      | Адам Фаловський                 | Завідувач кафедри україністики Інституту східнослов'янської філології Ягеллонського університету (Польща) | Почесний доктор       | за багаторічну працю в галузі славістики, вагомий вклад у розвиток кафедри україністики в Ягеллонському університеті та тісну співпрацю з філологічним факультетом ЧНУ | № 8 від 18 жовтня 2007 року    |                             |
| 43 |      | Володимир Миколайович Шаповал   | Голова Центральної виборчої комісії | Почесний доктор       | за багаторічну працю в галузі державо-правових дисциплін, вагомий вклад у розвиток України та співпрацю з юридичним факультетом ЧНУ | № 9 від 22 листопада 2007 року |                             |
| 44 |      | Андрій Миколайович Кушніренко   | Народний артист України, лауреат Національної премії ім. Т. Г. Шевченка, член-кореспондент Академії мистецтв України | Почесний професор     | за високі досягнення в навчальній, науковій та громадській діяльності, вагомий внесок у виховання студентської молоді та розвиток факультету педагогіки, психології та соціальної роботи                                                                                               | № 5 від 26 червня 2008 року    |                             |
| 45 |      | Віктор Васильович Левицький     | Завідувач кафедри, германського, загального і порівняльного мовознавства Чернівецького університету, доктор філологічних наук | Почесний професор     | за високі досягнення в навчальній, науковій та громадській діяльності, вагомий внесок у виховання студентської молоді | № 5 від 26 червня 2008 року    |                             |
| 46 |      | Адріан Граур                    | Ректор Сучавського університету «Штефан чел Маре» (Румунія) | Почесний доктор       | за плідну наукову діяльність, значний внесок у розвиток зв'язків між Сучавським та Чернівецьким університетами | № 7 від 24 вересня 2009 року   | № 6 від 31 серпня 2010 року |
| 47 |      | Микола Олексійович Перестюк     | Завідувач кафедри диференціальних та інтегральних рівнянь Київського національного університету імені Тараса Шевченка, доктор фізико-математичних наук, професор, академік НАН України | Почесний доктор       | присвоєно за багаторічну працю в галузі математики, вагомий вклад у розвиток теорії диференціальних рівнянь і нелінійної механіки та тісну співпрацю з університетом | № 6 від 31 серпня 2010 року    |                             |

## Основне джерело
- Сайт Чернівецького університету